# Đỏ
 #FF0000 
Màu đỏ là màu sắc mà đa số người cảm nhận được khi nhìn vào hình bên.

## Trong vật lý
Ánh sáng có màu đỏ là ánh sáng ít bị khúc xạ nhất nên khi Mặt Trời lặn hay mọc đều có màu đỏ.

## Trong quang phổ
Đỏ là màu của bức xạ điện từ có tần số thấp nhất (bước sóng dài nhất) có thể thấy rõ bởi mắt người (ánh sáng). Ánh sáng đơn sắc đỏ có bước sóng nằm trong khoảng 630-760 nm.
Các bức xạ điện từ có tần số thấp hơn được gọi là hồng ngoại.

## Trong phối màu màn hình
Màu đỏ là màu gốc trong hệ RGB của phối màu phát xạ (phối màu bổ sung), là màu bù cho màu xanh lơ trong hệ CMY của phối màu hấp thụ.

## Trong phối màu in ấn
Màu đỏ đã từng được cho là màu gốc trong phối màu hấp thụ và đôi khi vẫn được miêu tả như vậy trong các văn bản không khoa học. Tuy nhiên, màu xanh lơ, hồng sẫm và vàng hiện nay được biết như là rất gần với màu gốc hấp thụ phát hiện được bởi mắt người và chúng được sử dụng trong công nghệ in ấn hiện đại.

## Trong nhiếp ảnh
Kính lọc đỏ sử dụng trong nhiếp ảnh đen trắng tăng độ tương phản trong phần lớn các cảnh. Ví dụ, trong tổ hợp với kính phân cực, nó có thể làm cho bầu trời trở thành đen. Các loại phim dựa theo các hiệu ứng của phim hồng ngoại (chẳng hạn như SFX 200 của Ilford) làm được như vậy do nó nhạy với màu đỏ hơn các màu khác.

## Trong sinh vật
Máu đủ oxy có màu đỏ do sự tồn tại của hemoglobin. Ánh sáng đỏ là ánh sáng được hấp thụ nhiều nhất bởi nước biển, vì thế rất nhiều loại cá và động vật không xương sống ở biển có màu đỏ tươi (đối với người) là đen trong môi trường sống của chúng.

## Sử dụng, biểu tượng, biểu diễn thông thường
- Màu đỏ là màu ấm áp, vì thế được sử dụng để chỉ các khu vực ấm áp trên bản đồ thời tiết hoặc cho các cảnh báo liên quan tới nhiệt.
- Màu đỏ gây sự chú ý của con người vì thế thông thường màu này được sử dụng để chỉ sự nguy hiểm hay khẩn cấp:
  - Màu đỏ là màu của nhiệt và cháy. Các vòi nước có dẫn nước nóng thông thường được dán nhãn hoặc đánh dấu bằng màu đỏ. Đỏ là màu phổ biến của các hộp chữa cháy, các thiết bị phòng cháy chữa cháy và nghề chữa cháy.
  - Màu đỏ biểu thị dấu hiệu "dừng", ví dụ, các biển hiệu dừng, đèn giao thông, đèn phanh hay đèn chớp của các xe buýt trường học.
  - Chữ thập đỏ hay Trăng lưỡi liềm đỏ biểu thị các nhân viên, thiết bị, phương tiện trong ngành y tế hay các công ước Genève.
  - Màu đỏ chỉ thị sự cực kỳ nguy hiểm trong thang độ mã màu các nước phương Tây, chẳng hạn như các bảng hiệu rủi ro cháy rừng hay hệ thống tư vấn an ninh quốc gia của Mỹ.
  - Trong bóng đá, thẻ đỏ được rút ra để đuổi cầu thủ ra khỏi sân vì những hành động phi thể thao nặng hoặc khi cầu thủ bị thẻ vàng thứ hai.
  - Trong môn đua ô tô, cờ đỏ báo hiệu cho mọi xe ngay lập tức dừng lại. Vạch đỏ báo hiệu vận tốc cực đại mà động cơ và các bộ phận khác của ô tô được thiết kế để chạy an toàn.
  - Lối thoát khẩn cấp trong máy bay chở khách được chỉ dẫn bằng biển hiệu và đèn đỏ.
  - "Đường đỏ" là sự miêu tả của khu vực cấm (như trên bản đồ), ở Mỹ, nó thể hiện việc cấm vào hay phải tăng phí dịch vụ, trong một số hoàn cảnh việc này là phi pháp.
- Màu đỏ là màu của cả tình yêu lãng mạn và thể xác, vì thế màu đỏ là màu của trái tim Valentine và của "khu đèn đỏ". Nó cũng biểu hiện sự giận dữ, chẳng hạn như trong câu đỏ mặt tía tai, hay sự ngượng ngùng như trong câu xấu hổ đỏ mặt.
- Là màu của máu, màu đỏ liên quan với thần chiến tranh, trong thần thoại Hy Lạp là Mars, cũng như hành tinh đỏ Hỏa Tinh (ở phương Tây tên gọi của hành tinh này là tên của vị thần chiến tranh). Ở phương Tây, thuật ngữ "máu đỏ" miêu tả những người táo bạo, tráng kiện hay nam tính; nó đôi khi được sử dụng như sự tương phản với lạnh hay "máu xanh" yếu đuối mặc dù các thuật ngữ này không có liên quan gì trong gốc gác của chúng.
- Khởi đầu từ cuộc cách mạng 1848, màu đỏ "xã hội chủ nghĩa" đã được sử dụng như là màu của các cuộc cách mạng châu Âu, thông thường trong dạng cờ đỏ. Nó cũng được sử dụng bởi "những người áo đỏ" (camicie rosse) của Garibaldi trong Risorgimento ở Ý và được sử dụng tiếp theo bởi các chính trị gia cánh tả hay các nhóm cấp tiến nói chung, trong khi màu trắng của những người ủng hộ Bourbon trở thành liên kết với các đảng bảo thủ trước Thế chiến 1.
- Màu đỏ vẫn được cho là màu của các đảng Cánh tả, với một số ngoại lệ đáng kể (xem "đảng phái chính trị" dưới đây)
- Trong biểu tượng của Trung Quốc, màu đỏ là màu của may mắn, hạnh phúc và nó được sử dụng để trang trí và là màu quần áo trong đám cưới. Tiền trong xã hội Trung Quốc thông thường được chứa đựng trong các túi đỏ (hong bao). Mao Trạch Đông đôi khi được nói tới như là "mặt trời đỏ".
- Trái lại, màu đỏ là màu tang tại Vatican khi Đức Giáo hoàng chết.
- Trong tài chính-kế toán, mực đỏ được sử dụng để biểu thị số nợ cũng như lỗ trong bảng cân đối tài chính (vì thế có thuật ngữ "trong màu đỏ" thông thường để chỉ sự thua lỗ tài chính).
- Tại các thị trường chứng khoán Bắc Mỹ, màu đỏ được sử dụng để chỉ sự giảm giá chứng khoán. Tại các thị trường chứng khoán Đông Á thì ngược lại.
- Trong bản đồ đảng phái chính trị, màu đỏ thông thường để chỉ các đảng sau:
  - Úc: Lao động
  - Canada: Tự do
  - Đức: Sozialdemokratische Partei Deutschlands (đảng Dân chủ Xã hội Đức) và Partei des Demokratischen Sozialismus (đảng Xã hội Dân chủ)
  - Hà Lan: Partij van de Arbeid (đảng Xã hội)
  - Anh: Lao động
  - Mỹ: Cộng hòa, vì thế các bang bỏ phiếu cho đảng Cộng hòa được nói đến như là các bang đỏ ngược lại với các bang xanh bỏ phiếu cho đảng Dân chủ.
- Màu đỏ là một màu của Giáng Sinh, cùng với màu xanh lá cây, trắng hoặc cả hai.
- Màu đỏ cùng với màu vàng hoặc da cam được cho là kích thích tiêu hóa, vì thế nó được sử dụng trên bảng hiệu của các nhà hàng ăn uống.
- Trong lịch sử Nhật Bản màu đỏ là màu cờ quân sự được sử dụng bởi phe cánh của Heike (hay Taira) và của phe cánh Genji (hay Minamoto), là hai phe phái tranh giành quyền lực vào cuối thời đại Heian (平安時代), cuối thế kỷ XII.
- Đỏ là phần cuối của bộ phim trong phim Bộ ba ba màu gồm ba phần của Krzysztof Kieślowski.
- Màu đỏ là màu yêu sách của các nhóm găngxtơ Bloods và Norteño.
- Đỏ là từ chỉ loại cá giống Myripristis trong ngôn ngữ Tobi (được sử dụng trên đảo Palau).
- Album Đỏ là album của nhóm nhạc rock King Crimson.
- Đỏ là màu của quả bóng thấp điểm nhất (1) trong môn snooker.
- Màu đỏ là màu của bi số 3 (bi trơn) và bi số 11 (bi sọc) trong pool.
- Màu đỏ có bước sóng dài nhất, dễ xuyên qua các hạt nhỏ như bụi nên được dùng làm tín hiệu cảnh báo, đèn đỏ (giao thông),...

## Các biến thể
- Đỏ tươi - là một sắc thái của màu đỏ có xu hướng nghiêng về màu da cam và không có dấu vết của màu xanh da trời
- Đỏ son - một sắc thái của màu đỏ có xu hướng nghiêng về màu da cam với mức độ lớn hơn một chút so với đỏ tươi, có được ở thần sa, hoặc màu đỏ của sulphua thủy ngân (HgS) nhân tạo được sử dụng như một chất màu. (Trong y học cổ truyền Trung Quốc có sử dụng một lượng rất nhỏ thần sa để giải nhiệt).
- Hồng - màu đỏ rất nhạt, giống như màu của hoa cẩm chướng (Dianthus).
- Hạt dẻ - màu đỏ đậm, có ánh nâu.
- Đỏ Venetia (hay màu Đỏ Ấn Độ) - là một sắc thái của màu đỏ ánh nâu thu được từ sulphat sắt.
- Đỏ yên chi - màu đỏ thẫm, ánh xanh thông thường là màu của thuốc nhuộm chế từ bọ yên chi.
- Đỏ hoa hồng - là một dãy các màu đỏ nghiêng về phía xanh.
  - Damask đặc biệt để chỉ màu của hoa hồng Damask.
- Đỏ thắm - một sắc thái của màu đỏ, không có dấu vết màu vàng, nghiêng về phía đỏ-tím.
- Anh đào - một màu đỏ thẫm ánh xanh da trời khác.
- "Đỏ cứu hỏa" - là màu đỏ gắt thông thường sơn trên các xe cứu hỏa.
- "Đỏ hỗn độn" là màu của nước sơn móng trong mỹ phẩm.
- Lòng đào là một chuỗi màu đỏ nghiêng về phía vàng và nói chung có xu hướng của sắc nhạt.